# Occupation de Smyrne par la Grèce

La Grande Grèce du traité de Sèvres. La région de Smyrne apparaît en orange.

L’occupation de Smyrne (aujourd'hui Izmir) par les forces grecques, commandées par le Haut-commissaire Aristide Stergiadis, a duré du 15 mai 1919 au 8 septembre 1922. Elle s'est terminée par le retour des forces turques dans la ville et par l'expulsion ou le massacre des populations chrétiennes qui y vivaient.
Durant la Première Guerre mondiale, aucun combat n'oppose le royaume de Grèce et l'Empire ottoman mais le traité de Sèvres, qui met fin au conflit entre Constantinople et les Alliés, octroie à Athènes le droit d'occuper l'Ionie, sans pour autant l'annexer. La présence hellène soulève l'opposition de l'Italie, qui, conformément aux accords de Saint-Jean-de-Maurienne, revendiquait une zone d'influence exclusive en Asie mineure égéenne. Par ailleurs, les forces nationalistes turques commandées par Mustafa Kemal ne reconnaissaient pas le traité de Sèvres ni le partage de l'Empire ottoman moribond entre les puissances Alliées : le débarquement de l'armée grecque à Smyrne fut pour elles l'occasion de se soulever, initiant ainsi la guerre d'indépendance turque par une guerre gréco-turque qui aboutit à la victoire des Kémalistes et au remplacement du Traité de Sèvres par celui de Lausanne, beaucoup plus avantageux pour la Turquie.
L'irrédentisme grec sur les populations helléniques d'Asie mineure,  plus que bimillénaires en Ionie, prend définitivement fin en 1923 par l'échange obligatoire de populations entre la Grèce et la Turquie, institué par le traité de Lausanne.

## Le dépeçage de l'Empire ottoman

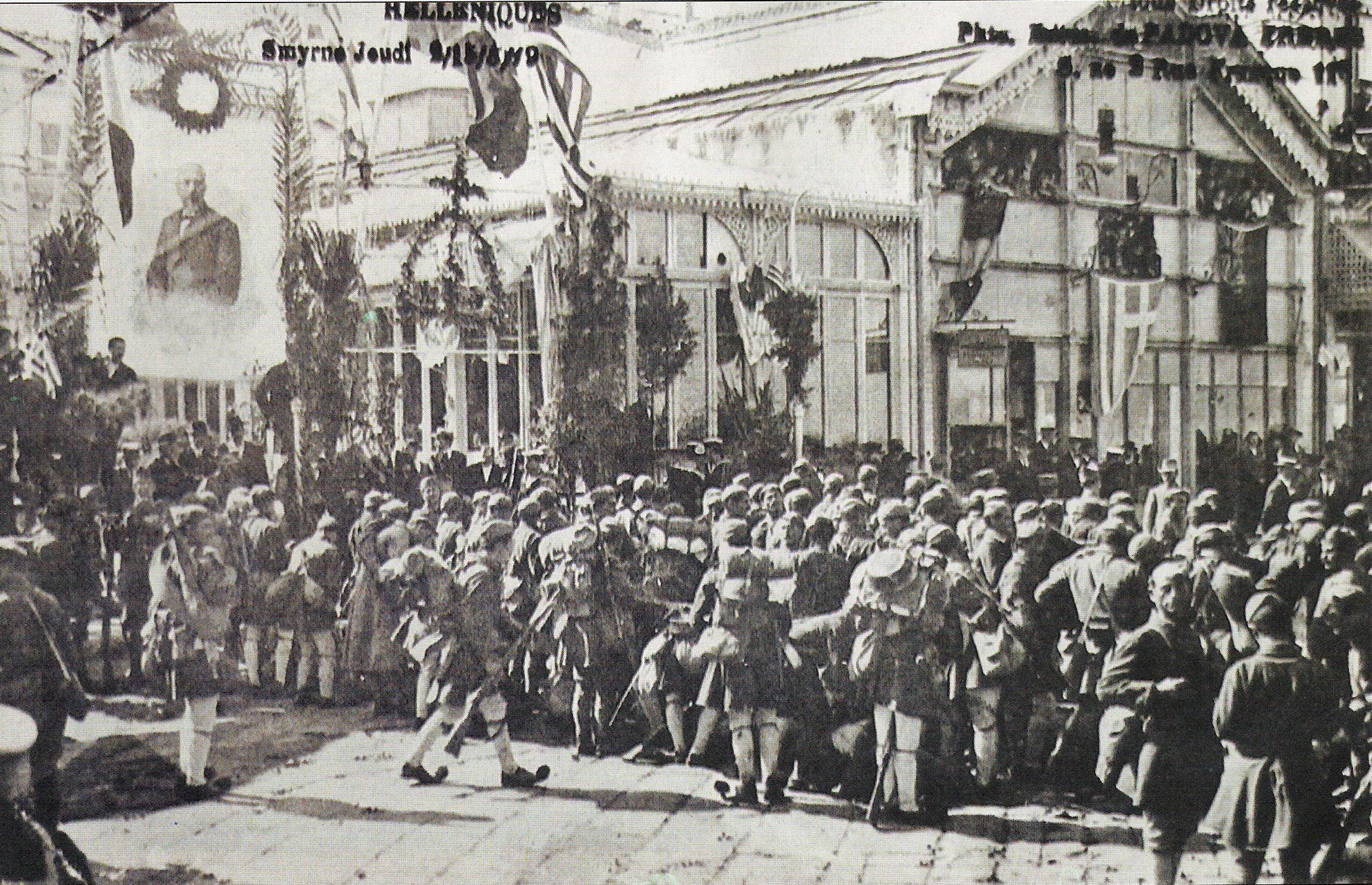
Soldats grecs débarquant à Smyrne en 1919.

Après la défaite de l'Empire ottoman durant la Première Guerre mondiale, les Alliés décident de se partager le territoire du vaincu à la Conférence de paix de Paris. Avant l'ouverture de la conférence, le Royaume-Uni a déjà occupé Constantinople, la France est entrée en Cilicie et les Italiens ont débarqué à Antalya. 
Cependant, le gouvernement italien ignore que les Britanniques ont promis les mêmes territoires à l'Italie et à la Grèce, en échange de l'entrée en guerre de cette dernière à leurs côtés. Lorsqu'ils découvrent cette duplicité, les représentants italiens quittent durant plusieurs semaines la table des négociations et ne la regagnent que le 4 mai. Ce retrait permet à David Lloyd George de convaincre plus facilement la France et les États-Unis de remettre à la Grèce les territoires qu'elle revendique en Anatolie occidentale. Prétextant que les nationalistes turcs menacent la sécurité des chrétiens de Smyrne, les Alliés invoquent alors l'article 7 de l'armistice de Moudros, signé par l'Empire ottoman en 1918, qui leur permet « d'occuper n'importe quel point stratégique [du territoire turc] dans le cas où un événement menacerait [leur] sécurité ».

## Le débarquement grec et la réaction turque

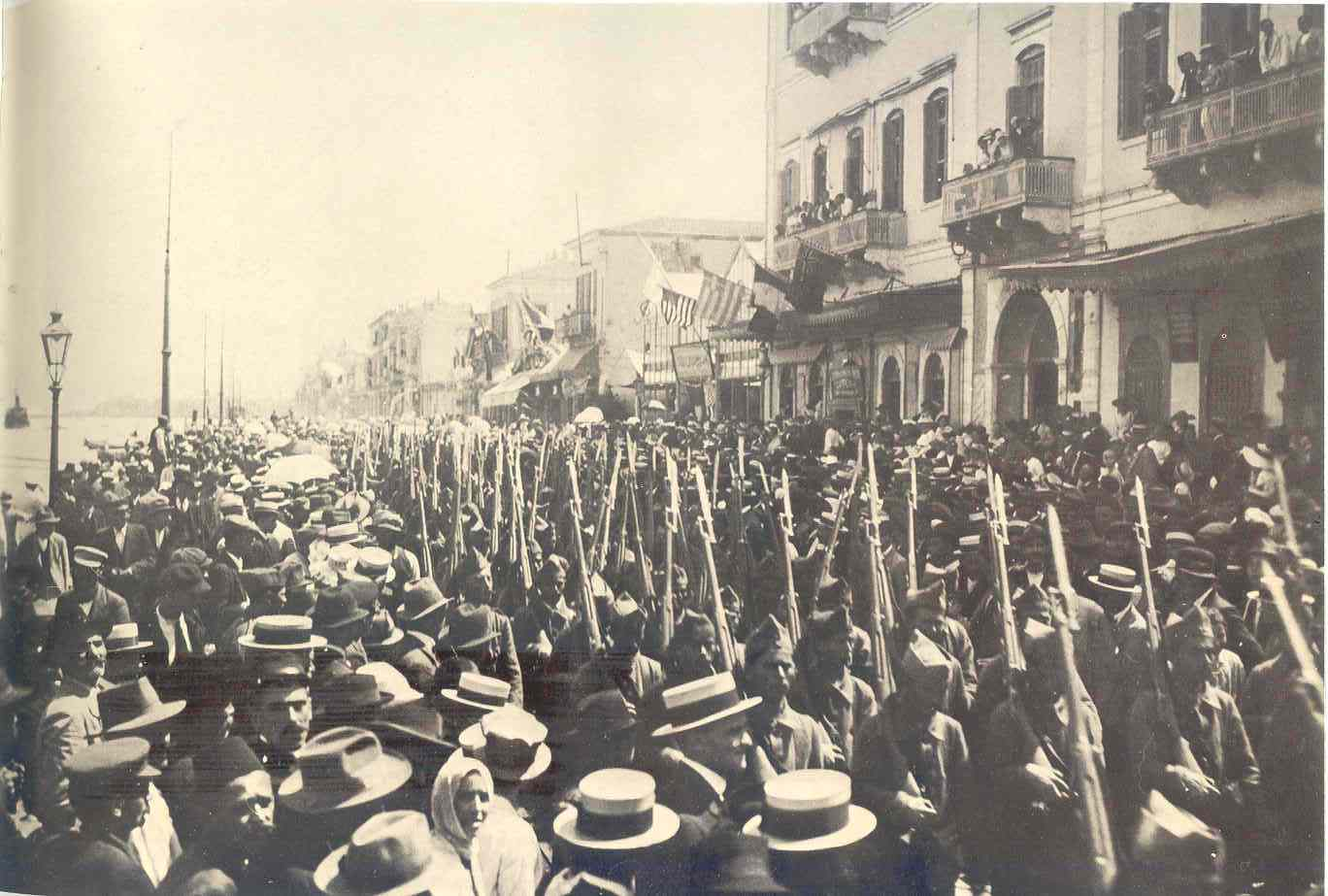
Troupes grecques marchant dans Smyrne, mai 1919.

Le 15 mai 1919, 20 000 soldats grecs débarquent à Smyrne et en prennent le contrôle, sous la protection de navires britanniques, français et américains. Tandis que les Micrasiates smyrniotes et ioniens reçoivent les Grecs en libérateurs, les Turcs de la ville et de la région les considèrent comme des envahisseurs. Une résistance musulmane, menée par le journaliste Hasan Tahsin et certains de ses amis, ne tarde donc pas à se mettre en place. À peine le débarquement opéré, Tahsin tente d'assassiner le commandant des forces grecques et déclenche ainsi le début de la guerre d'indépendance turque. L'attentat est un échec : Tahsin rate sa cible, ne parvient qu'à tuer un soldat grec, est arrêté, jugé et exécuté.
Dans la ville, une administration militaire se met en place sous l'égide du haut-commissaire Aristide Stergiadis, choisi par Elefthérios Venizélos. Mais celle-ci se révèle rapidement chaotique et des violences sont commises contre des civils musulmans. En Turquie, Mustafa Kemal profite des événements pour former un gouvernement nationaliste à Samsun le 19 mai. La guerre entre la Grèce et la Turquie est lancée et dure jusqu'en 1922, date à laquelle les forces helléniques sont finalement rejetées hors d'Anatolie.

## Les Turcs reprennent la ville

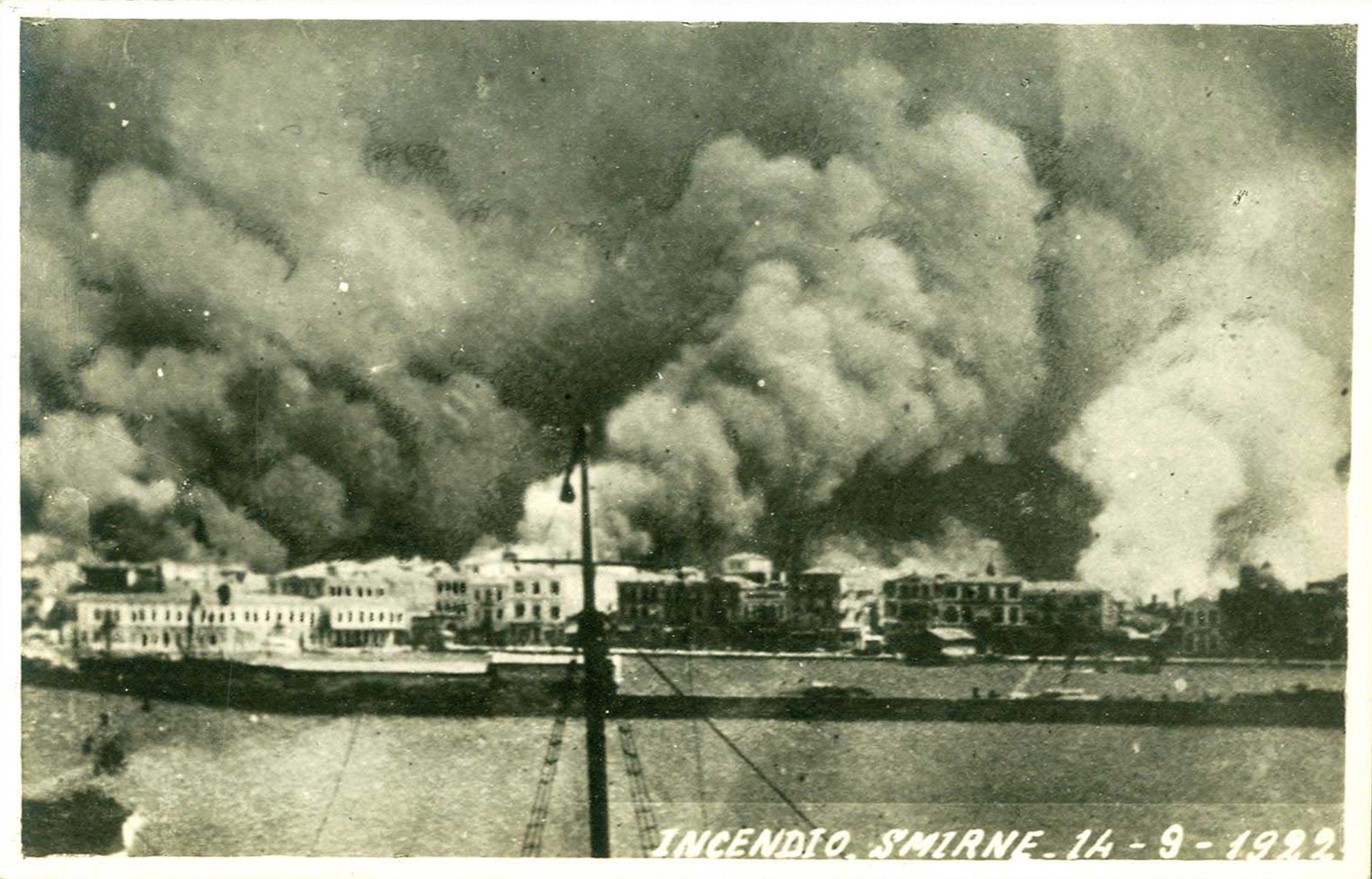
L'incendie de Smyrne, le 13 septembre 1922.

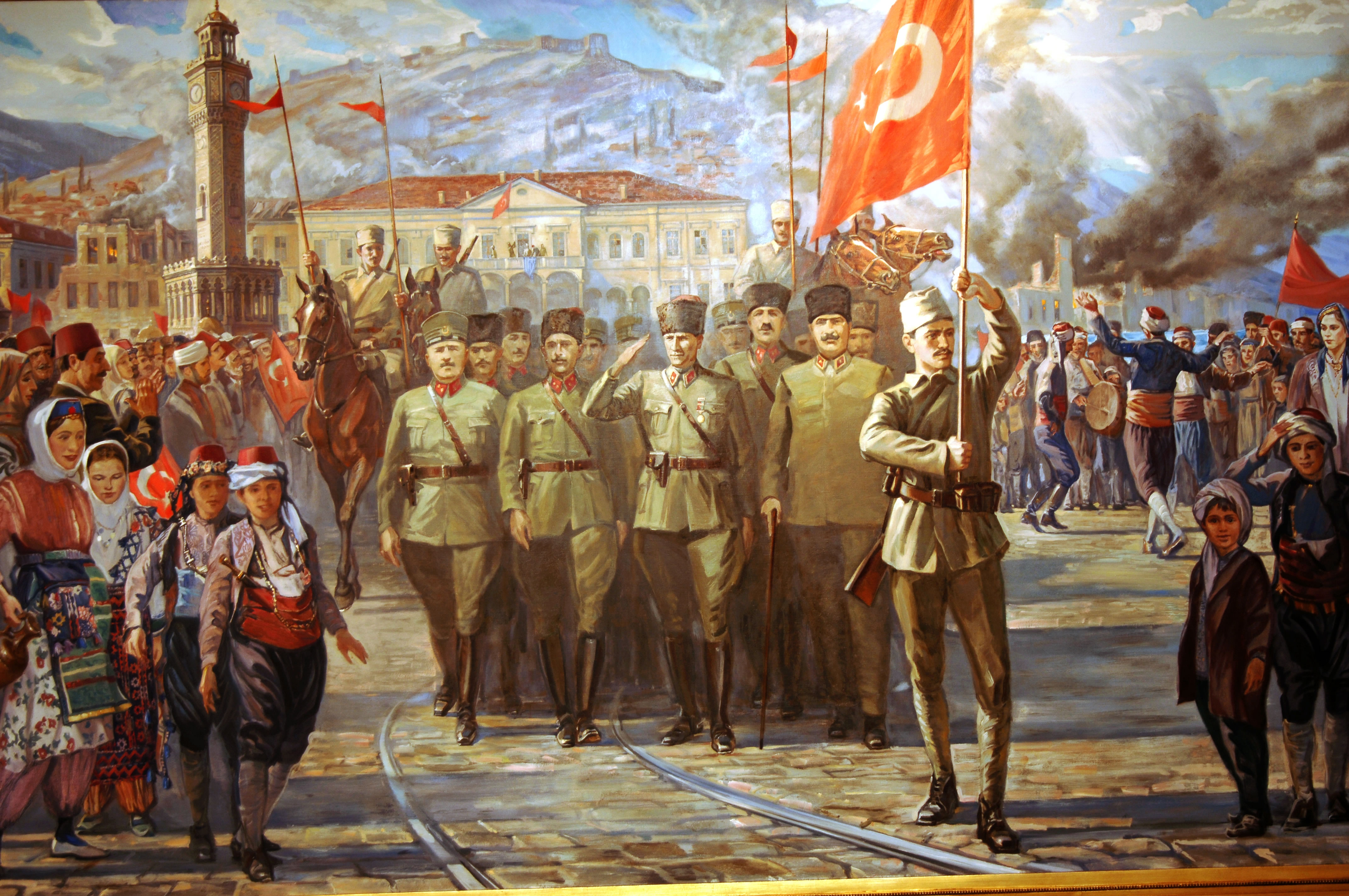
L’armée turque rentre à Izmir

Obligée à quitter l'Anatolie, l'armée grecque y organise, selon l'historiographie turque, une politique de la terre brûlée. À mesure qu'elle se retire, les troupes turques s'en prennent aux populations chrétiennes, qui fuient : c'est précisément le but poursuivi par les kémalistes. L'afflux de réfugiés micrasiates à Smyrne augmente le chaos, triple la population de la ville et y provoque la famine. 
Le 9 septembre, l'armée turque pénètre dans Smyrne, que les autorités grecques ont évacuée deux jours auparavant. Les populations chrétiennes qui n'ont pas réussi à fuir la ville sont alors victimes de violences. L'archevêque orthodoxe Chrysostome est ainsi lynché par une foule composée de soldats et de civils musulmans. Quatre jours plus tard, le 13 septembre, un incendie éclate dans le quartier arménien et s'étend dans le reste de la ville. 
La responsabilité de l'événement est toujours sujette à controverse et certains auteurs accusent les Turcs de l'avoir causé, d'autres les Grecs ou les Arméniens. Cependant, au total, 10 000 à 100 000 chrétiens meurent dans l'incendie ou lors des pogroms qui suivent la reprise de la ville. Dans son ouvrage paru en 1926, The Blight of Asia, le consul américain Horton accuse l'armée turque d’avoir sciemment provoqué la destruction de Smyrne pour rendre impossibles tout retour ou indemnisation des réfugiés expulsés.
En partie grâce aux dénonciations par Norton de l'indifférence internationale face à ce qu'il qualifie de génocide, la flotte grecque est autorisée le 24 septembre à revenir à Smyrne : elle évacue jusqu'au 1er octobre 180 000 réfugiés, prélude de l'échange de populations musulmanes et chrétiennes qui a lieu entre la Turquie et la Grèce l'année suivante, selon les dispositions du Traité de Lausanne (1923).